# Marca Húngara
La Marca Húngara (Ungarische Mark o Ungarnmark) o Neumark ("Nueva Marca") fue una breve marca fundada a mitad del siglo XI por el emperador Enrique III como defensa contra el Reino de Hungría. Tuvo solo dos margraves conocidos antes de ser anexionada por la Marca de Austria.
- Leopoldo, reinó durante unos pocos días hasta su muerte el 9 de diciembre de 1043
- Sigfrido I, de Sponheim, reinó entre 1045-1048/1065

La Marca Húngara fue fundada por Enrique III tras su primera campaña contra Hungría en 1041. En 1043, el rey húngaro Samuel Aba fue obligado a firmar un tratado de paz por el que renunciaba al territorio entre los ríos Leita y Fischa con una línea entre el delta del Fisha hasta Strachotín en Moravia que representaba la nueva frontera. Enrique creó una nueva marca en este territorio para Ernesto, el hijo mayor del Margrave Adalberto de Austria de los Babenberg. Cuando murió Leopoldo a los pocos días de su confirmación en Ingelheim, Enrique los remplazó con el Conde Sigfrido de la Casa de Sponheim. El centro de la marca fue el castillo de Sigfrido de villa Stilevrida (Stillfried en la actual Angern an der March). Según Koch (1986, 133), la Marca Húngara desapareció con la muerte de Sigfrido en 1065. La documentación solo lo nombra con el título de marchio (margrave) entre 1045 y 1048, sin embargo; desde entonces solo es nombrado con el título de comes (conde), que puede haber recibido como compensación por la pérdida de su marca.
La Marca Húngara fue llamada la "nueva marca" porque era una "nueva" marca oriental —una suerte de extensión de Austria—. Durante el reinado del hijo menor de Adalberto el margrave Ernesto de Austria, la nueva marca fue de hecho unida a la antigua marca, Austria propiamente.